# Franck Montanella
Pas d'image ? Cliquez ici

a Compétitions nationales et continentales officielles uniquement.

b Matchs officiels uniquement.
Dernière mise à jour le 7 novembre 2024.
Franck Montanella, né le 26 mars 1982 à Cannes, est un joueur français de rugby à XV évoluant au poste de pilier. Il a joué un match avec l'équipe de France en 2007.

## Biographie
Franck Montanella fait ses classes au Rugby club Cannes Mandelieu. En 1998, il part pour le RRC Nice. Alors entrainé par Éric Buchet, il y jouera une saison en moins de 16 ans, et participera à la finale du challenge Gauderman.. Il est alors repéré par les recruteurs du Stade toulousain et rejoindra la ville rose au début de la saison 1999-2000. 
Peu utilisé, il rebondira la saison suivante au Racing club de Narbonne, au sein duquel il aura la l'opportunité de participer à la finale du championnat de France Reichel face à la Section paloise. La saison 2001-2002 sera celle de "ses premiers contacts" avec le monde professionnel. 
En manque de temps de jeu, il partira s'aguerrir au Racing club de Strasbourg qui évolue en Fédérale 1. Durant deux saisons, il se mesurera à des piliers de métier et ne cessera de progresser dans l'exercice de la mêlée fermée.
En 2005, Henry Broncan le repère, et lui propose d'intégrer le FC Auch Gers en Pro D2. Durant deux saisons il se forge une solide réputation.
Après avoir été champion de France de Pro D2 en 2007, Bernard Laporte crée la surprise en le sélectionnant pour la tournée de deux matchs en Nouvelle-Zélande qui a lieu début juin 2007. C'est l'occasion pour lui d'honorer sa première sélection en équipe de France.
Convoité par de nombreux clubs de première division, son choix se portera finalement sur le Stade français pour lequel il s'engage pour trois ans à partir la saison 2007-2008. Il quitte le club au bout de deux saisons, après avoir demandé à être libéré de son contrat en raison d'un manque de temps de jeu.
Il retourne alors en Pro D2 et joue deux saisons avec Aix-en-Provence puis une avec le CS Bourgoin-Jallieu. 
En 2012, il rejoint le championnat anglais et le club récemment promu des London Welsh. Après la relégation de son club, il s'engage avec les Newcastle Falcons au sein du même championnat.
Après deux saisons en Angleterre, il rentre en France, et rejoint pour une saison le Biarritz olympique en 2014. Il s'agit de la dernière saison de sa carrière professionnelle,.

## Carrière

### En équipe nationale
Il a honoré sa première cape internationale en équipe de France le 2 juin 2007 contre l'équipe de Nouvelle-Zélande, alors que les internationaux du Stade toulousain, de l'ASM Clermont Auvergne, du Biarritz olympique et du Stade français disputaient les demi-finales du Top 14 2006-07 dans leurs clubs respectifs.

## Palmarès

### En club
- Finaliste de la Coupe Frantz-Reichel en 2001 avec le RC Narbonne.
- Vainqueur du Championnat de France de Pro D2 en 2007 avec le FC Auch.

### En équipe nationale
- 1 sélection en équipe de France en 2007